# Лаш, Карл Иоганн
Карл Иоганн Лаш (нем. Carl Johann Lasch; 1 июля 1822, Лейпциг — 28 августа 1888, Москва, Российская империя) — немецкий живописец, последователь академизма, более десяти лет работавший в России, представитель Россики.

## Биография
Карл Иоганн Лаш обучался живописи в Дрезденской академии изобразительных искусств, под руководством Э. Бендемана. Затем по рекомендации учителя с 1844 в академии художеств Мюнхена, учился у Ю. Шнорра фон Карольсфельда и Вильгельма фон Каульбаха, и написал несколько исторических картин, обративших на него внимание публики.

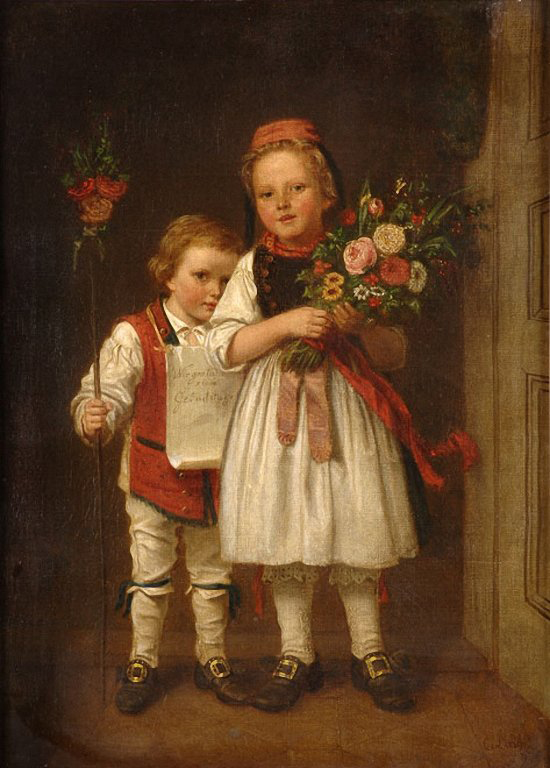
«Поздравляем с Днём рождения!»

Совершив, в 1847 году, поездку в Италию, где изучал произведения старых и современных мастеров, приехал в Москву.
В 1848—1857 гг. жил в Москве, провёл в ней около десяти лет, с успехом занимаясь портретной живописью, вследствие чего его произведения в этом жанре нередко встречаются в России.
Затем он поселился в Париже, где в 1857—1859 занимался под руководством художника-академиста Т. Кутюра. Здесь он написал едва ли не самые лучшие из своих произведений: «Тинторетто и его дочь» и «Венера и Тангейзер». Первая из этих картин вместе с другой работой Лаша, «Святой Цецилией», были представлены в 1860 г. на академической выставке в Санкт-Петербурге, и за них он получил звание почётного вольного общника Императорской академии художеств.
Вскоре после того он переселился на постоянное жительство в Дюссельдорф и писал там, кроме портретов, жанровые картины, о которых немецкие художественные критики отзывались с большой похвалой, как о произведениях, отличающихся умным выбором сюжетов и сильным колоритом.
В 1869 году король Пруссии Вильгельм I присвоил ему звание профессора живописи.
В 1872 году Берлинской академией художеств Лаш был награждён большой золотой медалью.
Был профессором Дюссельдорфской академии художеств, почётным членом академий Вены и Дрездена.
Карл Иоганн Лаш умер в городе Москве, куда приехал повидать родственников.

## Галерея

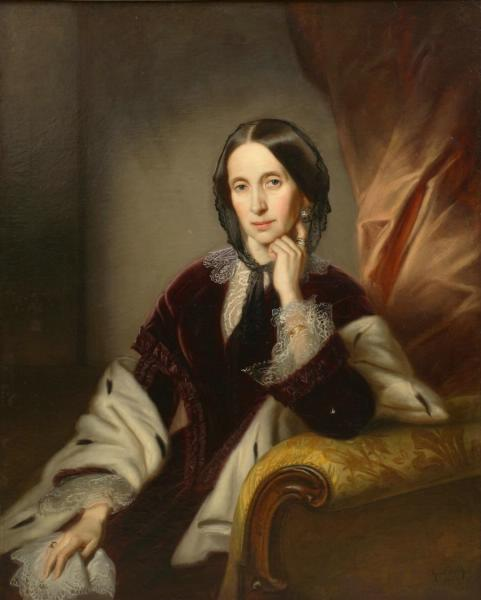
Портрет Дарьи Алексеевны Шиповой, дочери губернатора А. М. Окулова, жены Н. П. Шипова. 1855 год.
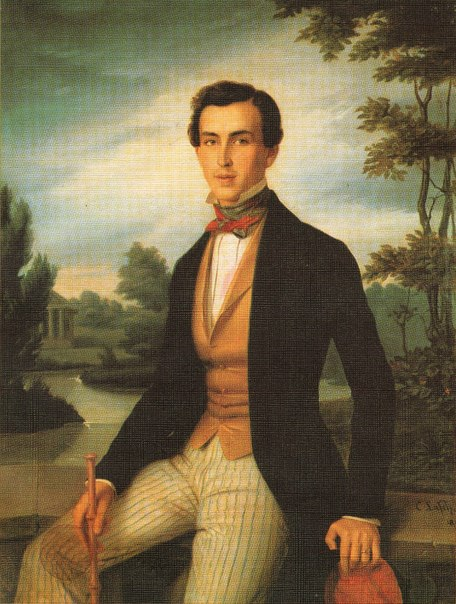
Портрет Рязанского губернатора И. П. Новосильцева (1848)
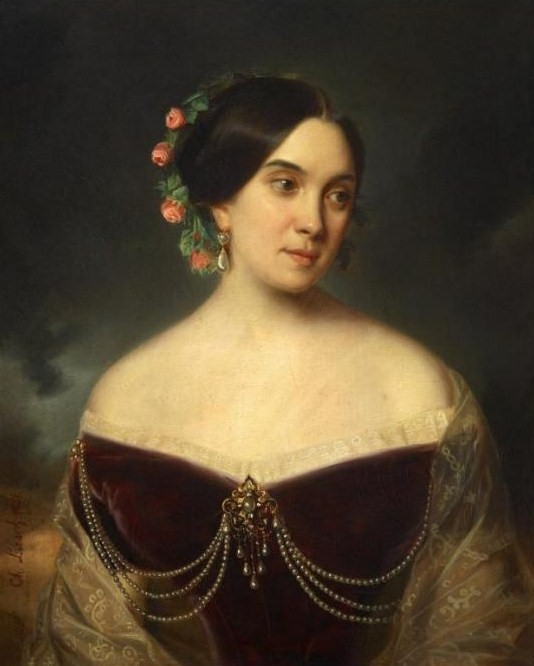
Портрет Александры Кирилловны Воронцовой-Дашковой (урождённая Нарышкина, в 2 браке де Пойни), 1851.
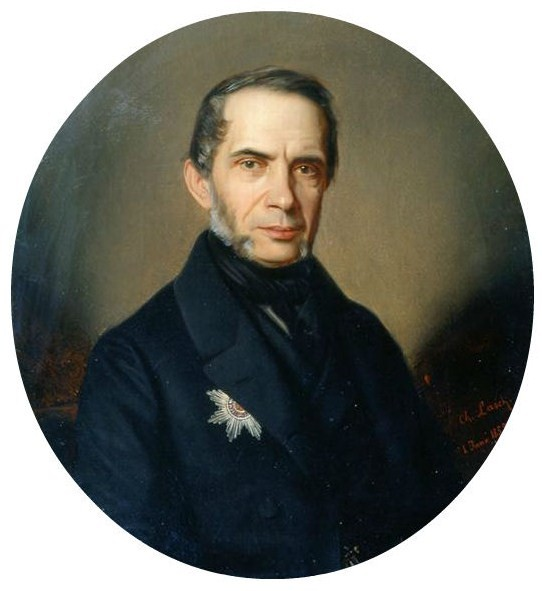
Портрет князя Дмитрия Ивановича Долгорукова. 1855.
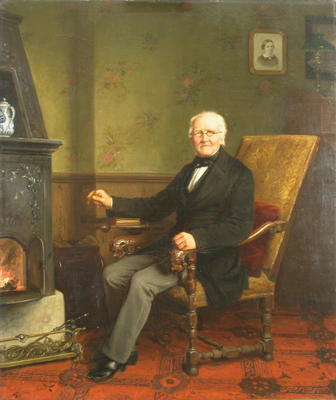
Портрет барона Людвига Кнопа.
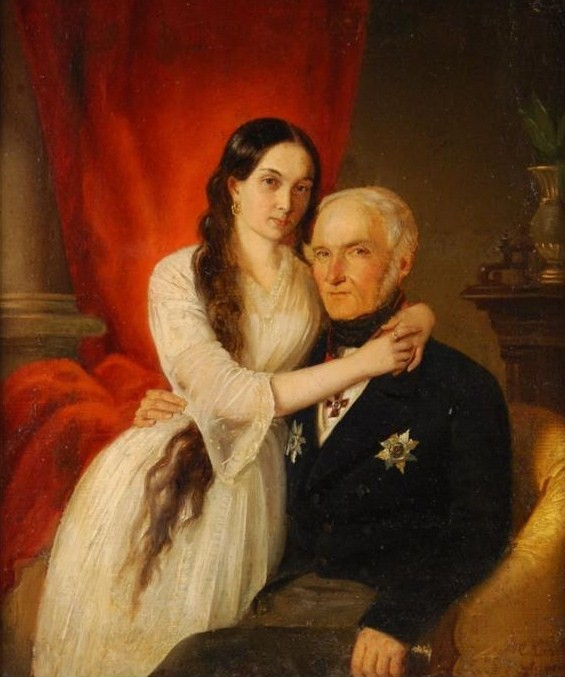
Портрет сановника (князя Долгорукова?).